# Szécsény
Szécsény (słow. Sečany) – miasto na północy Węgier, położone na skraju gór Cserhát w komitacie Nógrád. Miejscowość jest ośrodkiem administracyjnym powiatu Szécsény.

## Historia
Szécsény został wyzwolony z niewoli tureckiej w 1683 przez wojska polskie pod dowództwem króla Jana III Sobieskiego, które 10 listopada szturmem zdobyły zamek. Aby upamiętnić to wydarzenie jedna z ulic w mieście nazywa się Janos Sobieski utca. W 1983 roku z tej okazji miasto wybiło pamiątkowy medal o średnicy 4,3 cm.

## Zabytki
Znajdują się w nim liczne zabytki i muzea, w tym m.in.:
- ruiny zamku z XV wieku (później rezydencji Stefana Bocskaya)
- barokowy pałac rodziny Forgách z XVII wieku
- wieża pożarowa z roku 1700
- gotycki kościół franciszkanów z XIV wieku

## Miasta partnerskie
- Dolná Strehová
- Dorolț
- Fiľakovo
- Kováčovce
- Šahy
- Niepołomice[2]